# Fabio Cannavaro
Fabio Cannavaro, född 13 september 1973 i Neapel, är en italiensk före detta fotbollsspelare. Han spelade som mittback. Från tidigt 2000-tal har han omnämnts som en av världens bäste försvarsspelare, och 2006 tilldelades Cannavaro också Le ballon d'or (Guldbollen) av tidningen France Football som Europas bästa fotbollsspelare.

## Klubbkarriär
Cannavaro gjorde sin professionella debut som 20-åring 7 mars 1993 i SSC Napoli. 
Efter Juventus degradering till Serie B hösten 2006 var Cannavaro en av många namnkunniga spelare som lämnade Turin-klubben. Cannavaro värvades av Real Madrid, tillsammans med sin tränare från Juventus Fabio Capello och den brasilianske mittfältaren Emerson. Under sin inledande tid i den spanska storklubben var Cannavaro med och vann två ligatitlar, säsongerna 2006/2007 och 2007/2008.
Efter tre år i Real Madrid så valde Il Mandrake att lämna den spanska huvudstaden och återvända till Turin och till Juventus. 
Den 2 juni 2010 skrev Cannavaro kontrakt med den Dubaibaserade klubben Al-Ahli. Den 9 juli 2011 meddelade Cannavaro att han var tvungen att sluta med fotboll, på grund av att hans knä inte höll längre.

## Landslagskarriär
Sin internationella debut gjorde han i januari 1997 mot Nordirland, och han har sedan dess spelat för Italien i VM-slutspelen 1998, 2002, 2006 och 2010 samt i EM-slutspelen 2000 och 2004.
Cannavaros fotbollsmässigt hittills största ögonblick var när han var lagkapten för det italienska landslag som vann VM-guld i Tyskland sommaren 2006. Cannavaro var en avgörande faktor till att Italien vann mästerskapet. Av de bevakande journalisterna blev han vald till världsmästerskapets näst bästa spelare efter Zinedine Zidane, men många röster höjdes för att Cannavaro var bättre än fransmannen. När Cannavaro som lagkapten lyfte VM-bucklan efter finalen i Berlin hade han just spelat sin 100:e landskamp.
Cannavaro var Italiens lagkapten inför EM-slutspelet 2008, men skadade sig på en träning bara några dagar innan turneringen startade. Cannavaro var även Italiens lagkapten under VM 2010 i Sydafrika. När Italien åkte ut ur turneringen redan i gruppspelet så meddelade Cannavaro att han slutade i landslaget.

## Personligt
Cannavaro har tre barn tillsammans med sin fru Daniela (Aranoso): Christian (född 17 juli 1999), Martina (22 december 2002) och Andrea (20 oktober 2004). Fabio själv är nummer två i sin syskonskara efter systern Renata. Fabio Cannavaros mor, Gelsomina, arbetade som piga och hans far var bankexpedit. Han har en yngre bror, Paolo Cannavaro, som även han är försvarare och som spelar för SSC Napoli. De två spelade tillsammans från 2000 till 2002 då Fabio värvades av Inter.

## Meriter
- Uefa cupen med Parma 98/99
- Copa italia med parma 98/99
- Silvermedaljör med Italien vid EM 2000
- Italiensk mästare med Juventus säsongerna 04/05 och 05/06 (Juventus fråntogs sedermera titlarna för inblandning i den stora Serie A-skandalen - 2005 utsågs ingen mästare, och titeln 2006 gick till Inter)
- Världsmästare med Italien 2006
- France Footballs Ballon d'Or 2006
- FIFA World Player 2006
- Spansk mästare med Real Madrid säsongerna 06/07 och 07/08
- Spanska supercupen 2008 med Real Madrid
- Tim Cup 2009